# 108. zračnoprevozna divizija (ZDA)
108. zračnoprevozna divizija (angleško 108th Airborne Division) je bila sprva fantomska zračnoprevozna divizija Kopenske vojske ZDA.

## Sestava
1946-52
- 518. zračnoprevozni pehotni polk
- 519. zračnoprevozni pehotni polk
- 485. zračnoprevozni pehotni polk
- 506. zračnoprevozni poljsko-artilerijski bataljon
- 507. zračnoprevozni poljsko-artilerijski bataljon
- 581. zračnoprevozni poljsko-artilerijski bataljon
- 582. zračnoprevozni poljsko-artilerijski bataljon
- 651. protiletalski bataljon
- 108. konjeniška izvidniška četa
- 598. inženirski bataljon
- 353. mediinska četa
- 108. komunikacijska četa